# 洋庄乡
洋庄乡，是中华人民共和国福建省南平市武夷山市下辖的一个乡镇级行政单位。

## 行政区划
洋庄乡下辖以下地区：
坑口村、廓前村、西际村、东村、四渡村、三渡村、洋庄村、小浆村、大安村、浆溪村和茶劳山垦殖场。